# Thaumaglossa peacockae
Thaumaglossa peacockae es una especie de escarabajo de piel del género Thaumaglossa, de la familia Dermestidae, orden Coleoptera.

## Distribución
Se distribuye por Asia: Filipinas.

## Taxonomía
Fue descrita por Háva en 2005.